# Saint-Marin aux Jeux olympiques de la jeunesse d'été de 2010
Saint-Marin a participé aux Jeux olympiques de la jeunesse d'été de 2010 à Singapour du 14 au 26 août 2010.  L'équipe de Saint-Marin était composée d'un judoka, d'un marin, d'un tireur et d'un joueur de tennis de table.